# Paxman
Paxman est une entreprise britannique de construction de moteurs Diesel fondée en 1865.
À son apogée, l'usine Paxman s'étendait sur 9,3 hectares et employait plus de 2 000 personnes. La production de moteurs est toujours principalement basée à l'usine Paxman de Colchester. Les premiers moteurs diesel Paxman (avec culasses à injection indirecte "Comet", conçues par Sir Harry Ricardo) portaient le nom de Paxman Ricardo,.
La propriété a changé à plusieurs reprises depuis la création de la société en 1865, et aujourd'hui Paxman fait partie depuis 2000 du groupe MAN B&W Diesel AG de même que les deux constructeurs anglais Mirrlees Blackstone, Ruston et le français SEMT Pielstick.

## Établissements
Paxman est historiquement implanté à Colchester. En 2001, la production est transférée à Stockport sur le site Mirrlees Blackstone works. Subsistent à Colchester le service technique et le service après-vente jusqu'à la réouverture d'une chaine de production en 2003.

## Histoire

### Davey Paxman

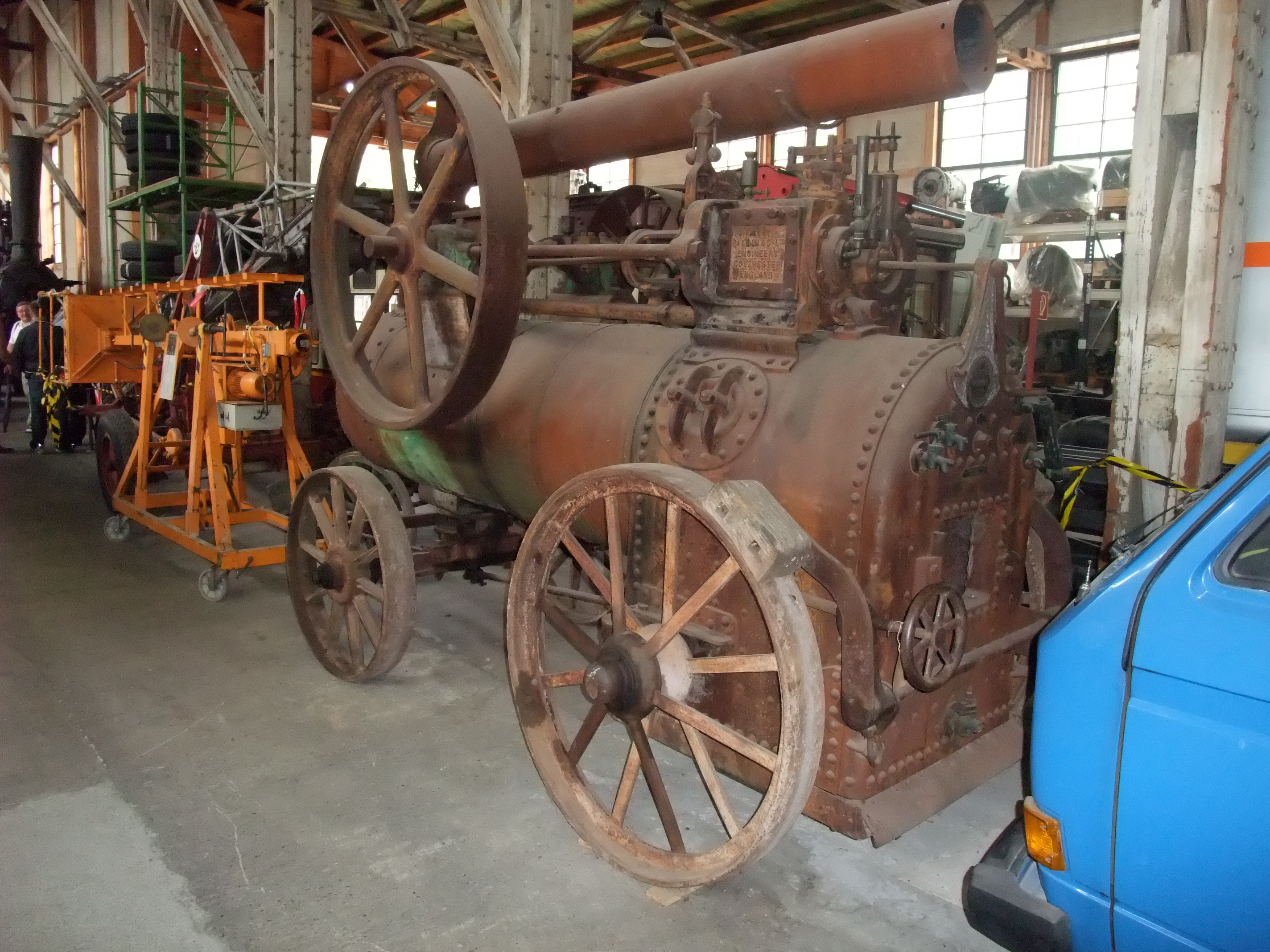
DAVEY PAXMAN & Co Ltd ENGINEERS COLCHESTER ENGLAND machine à vapeur "portable" au Depot Monumentenhalle du Deutsches Technikmuseum Berlin

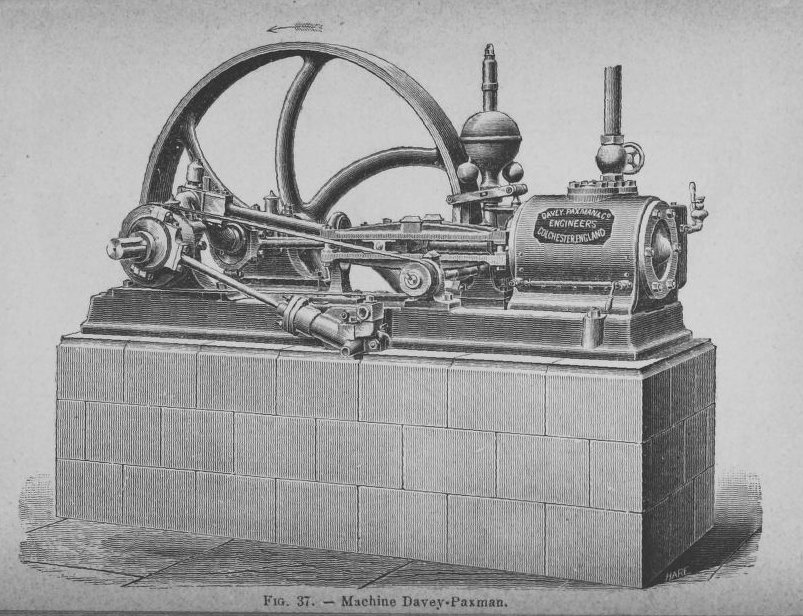
Moteur stationnaire Davey-Paxman des années 1890.

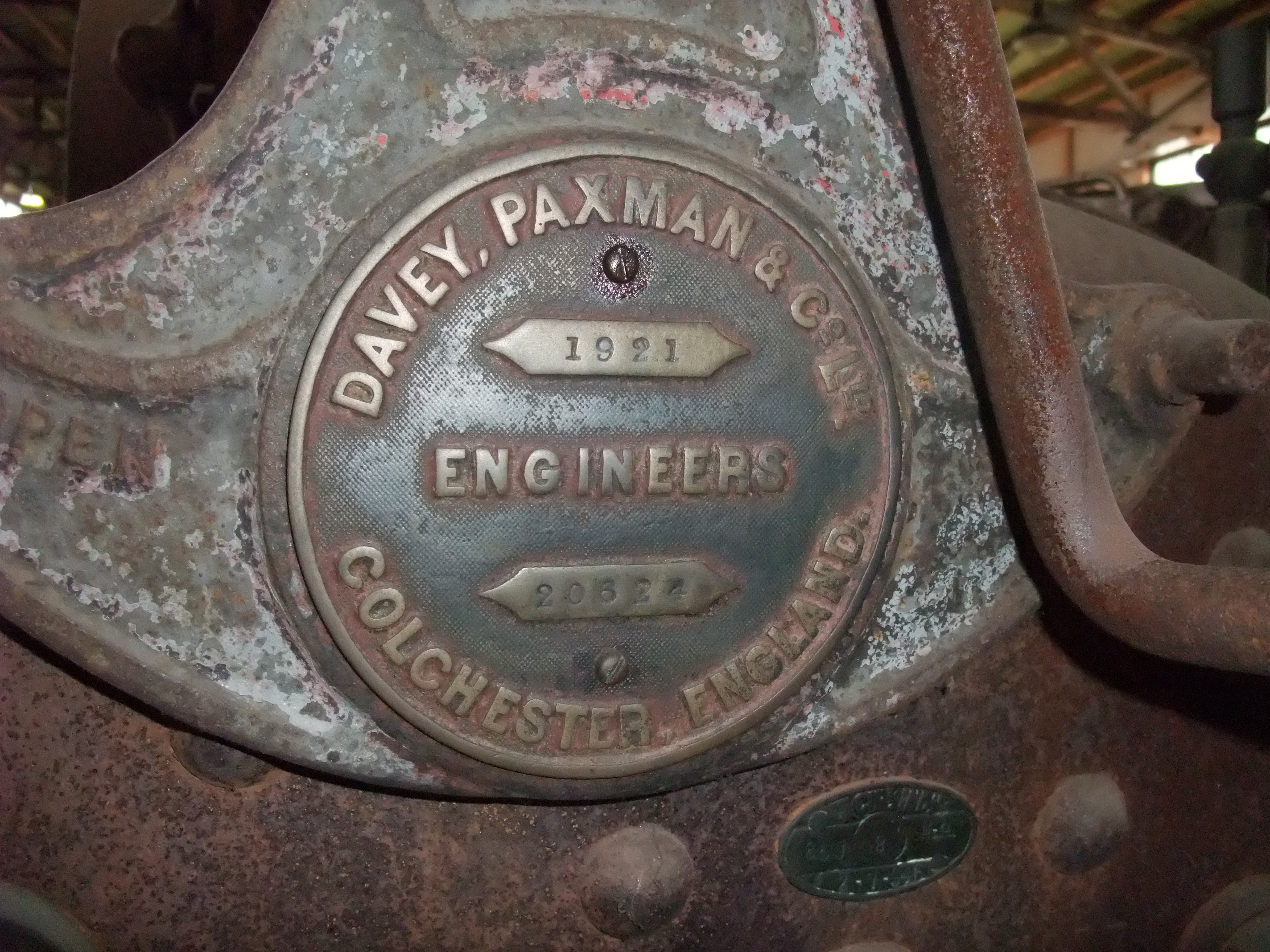
Vue détaillée du même moteur portable, montrant la plaque de constructeur Paxman (datée de 1921) sur le support de la poignée du régulateur au-dessus de la chambre de combustion.

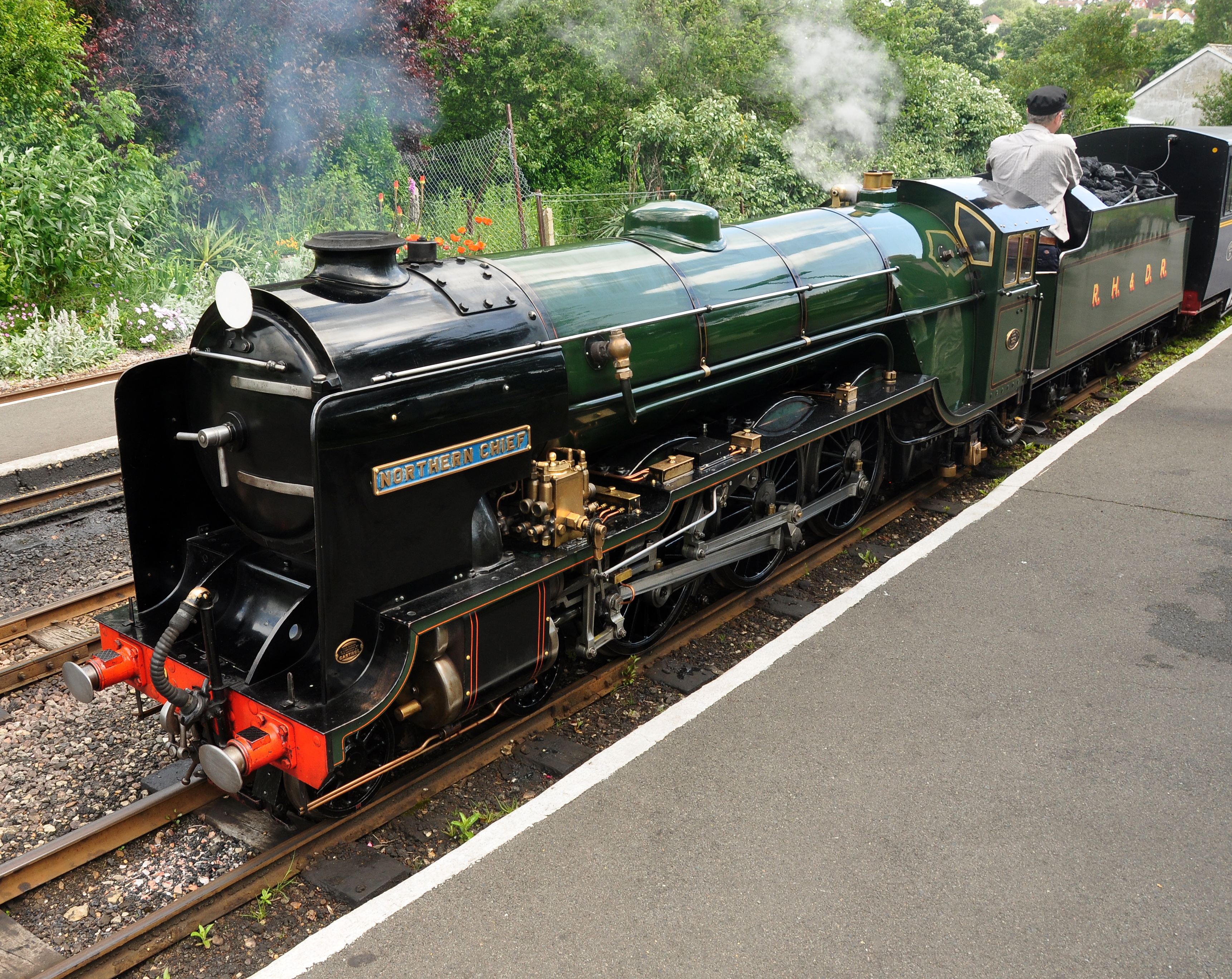
La locomotive Northern Chief du Romney, Hythe and Dymchurch Railway construite en 1925

Paxman a été fondée par James Noah Paxman, Henry et Charles Davey sous le nom de Davey, Paxman & Davey, Engineers en 1865, puis Davey, Paxman & Co. qui est devenue une société anonyme en 1898. En 1920, la société est devenue membre du groupement Agricultural & General Engineers Ltd (AGE). En 1932, AGE s'est effondrée et Paxman est devenu Davey Paxman & Co (Colchester) Ltd..
Davey, Paxman et Davey ont travaillé comme ingénieurs généraux et monteurs. L'entreprise fabriquait des machines à vapeur, des chaudières, des machines agricoles et des engrenages de moulin. Au début des années 1870, la société fournissait des machines aux mines de diamant de Kimberley en Afrique du Sud.

### Ruston-Paxman
En 1940, Ruston & Hornsby Ltd a acheté une participation majoritaire dans la société ; cette coopération a conduit à la formation de la sociétéRuston-Paxman Group.
Pendant la Seconde Guerre mondiale, Paxman a fourni des moteurs Diesel pour divers navires de guerre comme, par exemple, les sous-marins britanniques de classe U et les sous-marins britanniques de classe V.
En 1954, les activités de Paxman dans le domaine des commandes de moteurs ont été réformées et sont devenues une filiale, Ardleigh Engineering Ltd. En 1962, Paxman a acquis la division des commandes de moteur de la Curtiss-Wright Corporation et a fusionné les deux entreprises sous le nom de Regulateurs Europa.

### English Electric et GEC
En 1966, le groupe Ruston-Paxman a été racheté par English Electric. Les activités liées aux moteurs Diesel ont été fusionnées dans English Electric Diesel Engines Ltd. (devenue plus tard English Electric Diesels Ltd.). Paxman devient la "Paxman Engine Division" d'English Electric. En 1968, English Electric a été elle-même rachetée par General Electric Company (GEC). En 1972, GEC a rebaptisé la division moteurs GEC Diesels Limited. En 1975, une réorganisation a vu la création de Paxman Diesels Limited en tant que filiale.

### Alstom
En 1988, GEC a fusionné ses activités dans le domaine des diesels Paxman, Ruston et Mirrlees Blackstone avec la division Alsthom de la Compagnie Générale d'Electricité (CGE) pour former GEC-Alsthom. Paxman est devenue GEC ALSTHOM Paxman Diesels Ltd.. En décembre 1997, GEC-Alsthom a fait son entrée en bourse sous le nom d'Alstom. Les activités liées aux moteurs Diesel sont devenues Alstom Engines Ltd. (AEL).

### MAN B&W Diesel
En 2000, Alstom Engines Ltd. a été rachetée par MAN B&W Diesel (une filiale de MAN AG) pour devenir MAN B&W Diesel Ltd.. En 2005, MAN a vendu les activités de contrôle de Regulateurs Europa à Heinzmann GmbH.